# 毛利就頼
毛利 就頼（もうり なりより）は、江戸時代前期の長州藩士。吉川広家の次男。始めは吉見氏の婿養子として家督を相続し、吉見 政春（よしみ まさはる）と名乗った。後に毛利姓に復し、一門家老である大野毛利家の祖となる。

## 略歴
慶長12年（1607年）、初代岩国領主・吉川広家の次男として誕生。幼名は彦二郎。
慶長9年（1604年）に毛利家家臣で吉見家当主・吉見広長が毛利家に反抗し出奔しており、吉見広長の父かつ先代当主で隠居中の吉見広頼は吉見家が断絶することを憂いたため、福原広俊の斡旋もあって、慶長17年（1612年）12月に彦二郎が広頼の五女と婚姻して婿養子となって吉見政春と名乗り、吉見家の家督と広頼の隠居料であった1139石を相続した。
長州藩初代藩主・毛利秀就より周防国熊毛郡を与えられた。
後に毛利姓に復姓し、秀就より偏諱を受けて毛利就頼と名乗った。
寛永14年（1637年）、一門・毛利元法と共に加判役となり、国元留守居役として藩政に参画する。慶安4年（1651年）財政再建のために、実兄・吉川広正の援助を受けて平生開作（干拓事業）を行う。吉川家から派遣された横道忠右衛門を奉行として工事を成し遂げた。
延宝4年（1676年）7月17日、死去。子孫は長州藩一門家老大野毛利家として幕末まで存続している。